# Каспаров, Григорий Павлович
Григорий Павлович Каспаров (7 июня 1906, Ростов-на-Дону — ?) — советский разведчик, резидент в ряде стран, подполковник.

## Биография
С 1914 по 1918 обучался в Нахичевани-на-Дону в первой трудовой школе, там же в 1925 окончил вечернюю школу для взрослых. Работал в пуговичной мастерской, штамповщиком на мыловаренном заводе. С 1924 по 1925 годы был курсантом ОДВФ, с 1926 по 1928 служил младшим командиром в 27-м стрелковом полку. С 1928 по 1932 заканчивал Ленинградский институт востоковедения по специальности востоковед (японист). С 1932 по октябрь 1938 работал по линии разведывательного управления РККА в Японской империи переводчиком, секретарём консульства СССР в Хакодате. С 1934 по 1938 являлся резидентом внешней разведки НКВД в Сеуле. Сотрудник центрального аппарата 5-го отдела ГУГБ НКВД (затем 1-го Управления НКГБ) с 1938 по 1944. Резидент в Сан-Франциско с июля 1944 по январь 1945, резидент в Мехико с января 1945 по 1946. Сотрудник центрального аппарата ПГУ МГБ – КИ при МИД СССР с  1946 по 1949, выезжал в командировки в Грецию и Сирию. В 1949-1952 годах возглавлял резидентуру внешней разведки МГБ в Японии (Хакодате, Токио). По возвращении становится начальником 1-го отдела (1952 — 1953), начальником 2-го отдела (1953 — 1954), снова начальником 1-го отдела КГБ при Совете министров Армянской ССР (1954 — 1956).

## Звания
- сержант государственной безопасности, 3 ноября 1936;
- майор государственной безопасности;
- подполковник государственной безопасности.

## Награды
- орден Красной Звезды, 5 ноября 1944.